# Caracol (Haïti)
Pour les articles homonymes, voir Caracol.
Caracol (Karakòl en créole haïtien) est une commune d'Haïti située dans le département du Nord-Est. La commune fait partie de l'Arrondissement de Trou-du-Nord.

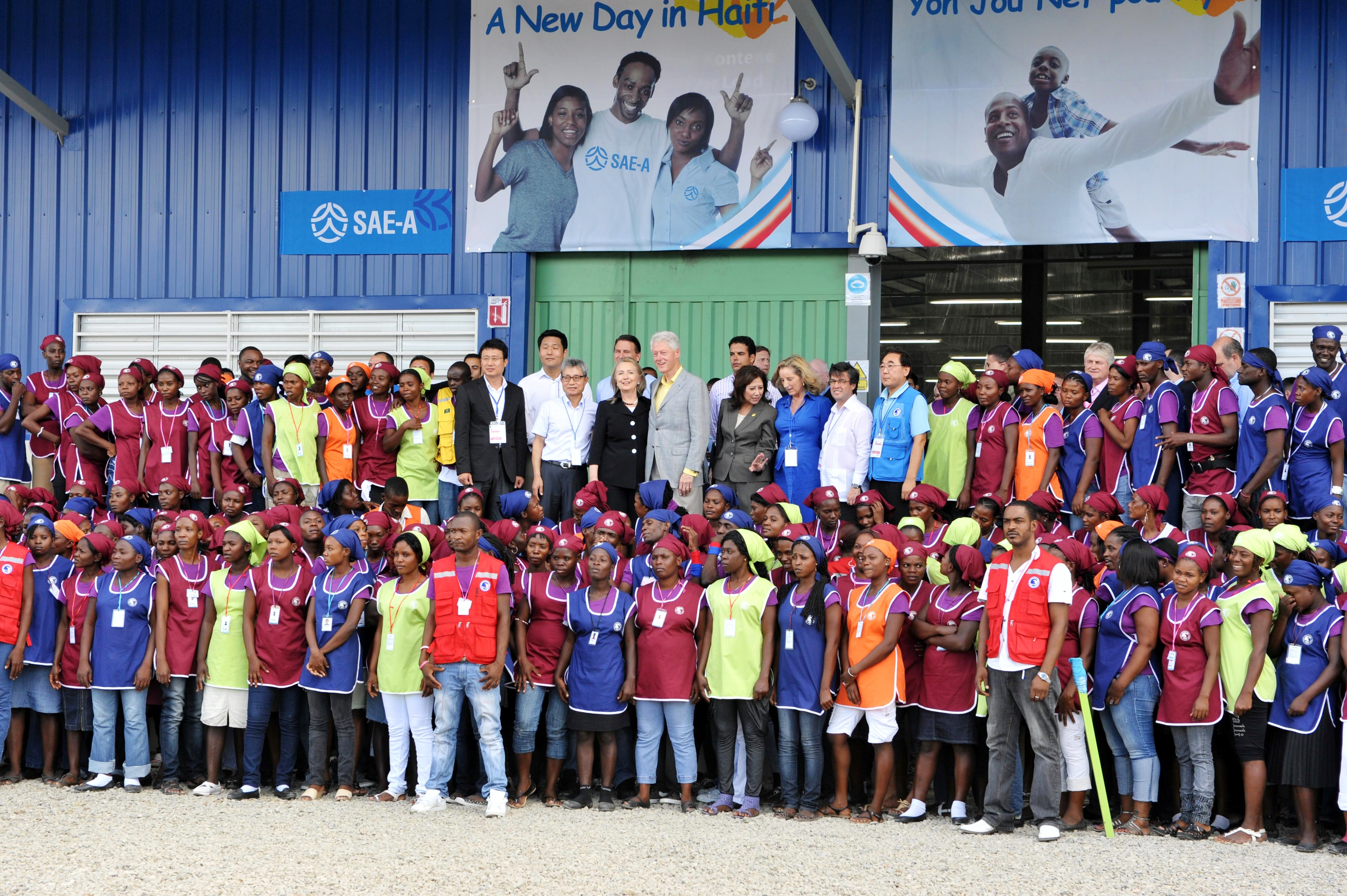
Le président Clinton et la secrétaire Clinton posent pour une photo avec des travailleurs de Caracol Industrial

## Démographie
La commune est peuplée de 7 015 habitants(recensement par estimation de 2009).

## Administration
La commune est composée des sections communales de :
- Champin
- Glodine

## Économie
L'économie locale repose sur la culture du manguier, du chêne, du citron vert, de l'avocatier, du maïs, du pois-congo et du manioc. Les terrains sont très fertiles. Les habitants pratiquent aussi la pêche.
La proximité de la mer permet la production du sel.
Le 22 octobre 2012, Hillary Clinton, en tant que Ministre des Affaires Étrangères (Secretary of State) américain, inaugure le Parc Industriel de Caracol. Le principal locataire est S & H global, une filiale de Sae-A Trading.